# Rezerwat przyrody Grabowiec (województwo świętokrzyskie)
Rezerwat przyrody Grabowiec – florystyczny rezerwat przyrody na terenie Nadnidziańskiego Parku Krajobrazowego w gminie Pińczów, w powiecie pińczowskim, w województwie świętokrzyskim.
- Powierzchnia: 21,46 ha[3] (akt powołujący podawał 21,08 ha)
- Rok utworzenia: 1956
- Dokument powołujący: Zarządzenie Ministra Leśnictwa z 10.07.1956; MP. 65/1956, poz. 764
- Numer ewidencyjny WKP: 013
- Charakter rezerwatu: częściowy
- Przedmiot ochrony: kompleks drzewostanu dębowo-grabowego na wzgórzu gipsowym ze zjawiskami krasowymi. Jedno z dwóch w Polsce stanowisk dyptama jesionolistnego[3].

Znajduje się we wschodniej części Doliny Nidy i obejmuje płaskowzgórze zbudowane z gipsów i iłów mioceńskich z licznymi wertebami i lejami krasowymi. Z gatunków bardzo rzadkich występują: dyptam jesionolistny (tzw. „gorejący krzew Mojżesza), wisienka karłowata, obuwik pospolity, miłek wiosenny, lilia złotogłów, zawilec wielokwiatowy oraz roślinność stepowa: ostnica włosowata, len włochaty i len żółty. W rezerwacie znajduje się stanowisko rzadkich owadów prostoskrzydłych.